# A Smart Capture (film 1907)
A Smart Capture è un cortometraggio muto del 1907 diretto da Lewin Fitzhamon.

## Trama
Un agente insegue alcuni ladri fino a un granaio dove finiscono tritati.

## Produzione
Il film fu prodotto dalla Hepworth.

## Distribuzione
Distribuito dalla Hepworth, il film - un breve cortometraggio di 68,6 metri - uscì nelle sale cinematografiche britanniche nel marzo 1907.
Si conoscono pochi dati del film che, prodotto dalla Hepworth, fu distrutto nel 1924 dallo stesso produttore, Cecil M. Hepworth. Fallito, in gravissime difficoltà finanziarie, il produttore pensò in questo modo di poter almeno recuperare il nitrato d'argento della pellicola.